# Lijst van voetbalinterlands Namibië - Swaziland
Deze lijst van voetbalinterlands is een overzicht van alle officiële voetbalwedstrijden tussen de nationale teams van Namibië en Swaziland. De landen hebben tot op heden acht keer tegen elkaar gespeeld. De eerste ontmoeting, een vriendschappelijke wedstrijd, was op 3 april 1999 in Lobamba. Het laatste duel, een groepswedstrijd tijdens de COSAFA Cup 2023, werd gespeeld in Durban (Zuid-Afrika) op 8 juli 2023.

## Wedstrijden
| № | Plaats     | Datum             | Competitie        | Wedstrijd           | Uitslag |
| - | ---------- | ----------------- | ----------------- | ------------------- | ------- |
| 1 | Lobamba    | 3 april 1999      | Vriendschappelijk | Swaziland − Namibië | 1 − 1   |
| 2 | Windhoek   | 28 augustus 1999  | COSAFA Cup 1999   | Namibië − Swaziland | 1 − 1   |
| 3 | Manzini    | 7 januari 2001    | Vriendschappelijk | Swaziland − Namibië | 2 − 1   |
| 4 | Lobamba    | 21 april 2002     | COSAFA Cup 2002   | Swaziland − Namibië | 2 − 1   |
| 5 | Windhoek   | 5 september 2009  | Vriendschappelijk | Namibië − Swaziland | 1 − 1   |
| 6 | Windhoek   | 10 september 2014 | Vriendschappelijk | Namibië − Swaziland | 1 − 1   |
| 7 | Saulspoort | 4 juli 2017       | COSAFA Cup 2017   | Namibië − Swaziland | 1 − 0   |
| 8 | Durban     | 8 juli 2023       | COSAFA Cup 2023   | Namibië − Swaziland | 1 − 2   |

## Samenvatting
| Competitie        | Totaal gespeeld | Winst Namibië | Gelijk | Winst Swaziland | Doelsaldo Namibië – Swaziland |
| ----------------- | --------------- | ------------- | ------ | --------------- | ----------------------------- |
| COSAFA Cup        | 4               | 1             | 1      | 2               | 4 − 5                         |
| Vriendschappelijk | 4               | 0             | 3      | 1               | 4 − 5                         |
| Totaal            | 8               | 1             | 4      | 3               | 8 − 10                        |

NFA · 
Namibisch vrouwenelftal
1990 – 1999 ·
2000 – 2009 ·
2010 – 2019 ·
2020 − 2029
1990 · 
1991 · 
1992 · 
1993 · 
1994 · 
1995 · 
1996 · 
1997 · 
1998 · 
1999 · 
2000 · 
2001 · 
2002 · 
2003 · 
2004 · 
2005 · 
2006 · 
2007 · 
2008 · 
2009 · 
2010 · 
2011 · 
2012 · 
2013 · 
2014 ·
2015 ·
2016 ·
2017 ·
2018 ·
2019 ·
2020 ·
2021 ·
2022 ·
2023
Algerije ·
Angola ·
Benin ·
Botswana ·
Burkina Faso ·
Burundi ·
Comoren ·
Congo-Brazzaville ·
Congo-Kinshasa ·
Djibouti ·
Egypte ·
Equatoriaal-Guinea ·
Eritrea ·
Ethiopië ·
Gabon ·
Gambia ·
Ghana ·
Guinee ·
Guinee-Bissau ·
India ·
Ivoorkust ·
Kameroen ·
Kenia ·
Lesotho ·
Libanon ·
Liberia ·
Libië ·
Madagaskar ·
Malawi ·
Mali ·
Marokko ·
Mauritius ·
Mozambique ·
Niger ·
Nigeria ·
Oeganda ·
Rwanda ·
Saoedi-Arabië ·
Sao Tomé en Principe ·
Senegal ·
Seychellen ·
Swaziland ·
Tanzania ·
Togo ·
Tsjaad ·
Tunesië ·
Zambia ·
Zimbabwe ·
Zuid-Afrika
NFAS · 
Swazisch vrouwenelftal
1968 · 
1969 · 
1970 · 
1971 · 
1972 · 
1973 · 
1974 · 
1975 · 
1976 · 
1977 · 
1978 · 
1979 · 
1980 · 
1981 · 
1982 · 
1983 · 
1984 · 
1986 · 
1987 · 
1988 · 
1989 · 
1990 · 
1991 · 
1992 · 
1993 · 
1994 · 
1995 · 
1996 · 
1997 · 
1998 · 
1999 · 
2000 · 
2001 · 
2002 · 
2003 · 
2004 · 
2005 · 
2006 · 
2007 · 
2008 · 
2009 · 
2010 · 
2011 · 
2012 · 
2013 · 
2014 ·
2015 ·
2016 ·
2017 ·
2018 ·
2019 ·
2020 ·
2021 ·
2022 ·
2023 ·
2024
Angola ·
Botswana ·
Burkina Faso ·
Comoren ·
Congo-Brazzaville ·
Congo-Kinshasa ·
Djibouti ·
Egypte ·
Eritrea ·
Gabon ·
Ghana ·
Guinee ·
Guinee-Bissau ·
Kaapverdië ·
Kameroen ·
Kenia ·
Lesotho ·
Libië ·
Madagaskar ·
Malawi ·
Mali ·
Mauritius ·
Mozambique ·
Namibië ·
Niger ·
Nigeria ·
Senegal ·
Seychellen ·
Sierra Leone ·
Soedan ·
Somalië ·
Tanzania ·
Togo ·
Tunesië ·
Zambia ·
Zimbabwe ·
Zuid-Afrika